# 畸形珊瑚螺
畸形珊瑚螺（学名：Coralliobia deformis），是新腹足目珊瑚螺科Coralliobia属的一种。主要分布于中国大陆，常栖息在低潮线。